# 20 kilomètres marche masculin aux championnats du monde d'athlétisme 1995
Navigation
Stuttgart 1993 Athènes 1997
L'épreuve du 20 kilomètres marche masculin des championnats du monde d'athlétisme 1995 s'est déroulée le 6 août 1995 dans les rues de Göteborg en Suède, avec une arrivée à l'Ullevi Stadion. Elle est remportée par l'Italien Michele Didoni.

## Résultats
| Rang               | Athlète                | Pays             | Temps           |
| ------------------ | ---------------------- | ---------------- | --------------- |
| Médaille d'or      | Michele Didoni         | Italie           | 1 h 19 min 59 s |
| Médaille d'argent  | Valentí Massana        | Espagne          | 1 h 20 min 23 s |
| Médaille de bronze | Yevgeniy Misyulya      | Biélorussie      | 1 h 20 min 48 s |
| 4                  | Ilya Markov            | Russie           | 1 h 21 min 28 s |
| 5                  | Li Zewen               | Chine            | 1 h 21 min 39 s |
| 6                  | Mikhail Shchennikov    | Russie           | 1 h 22 min 16 s |
| 7                  | Denis Langlois         | France           | 1 h 22 min 21 s |
| 8                  | Igor Kollár            | Slovaquie        | 1 h 22 min 30 s |
| 9                  | Mikhail Khmelnitskiy   | Biélorussie      | 1 h 23 min 24 s |
| 10                 | Jean-Olivier Brosseau  | France           | 1 h 23 min 34 s |
| 11                 | Nicholas A'Hern        | Australie        | 1 h 23 min 45 s |
| 12                 | Nischan Daimer         | Allemagne        | 1 h 24 min 17 s |
| 13                 | Héctor Moreno          | Colombie         | 1 h 24 min 34 s |
| 14                 | Robert Ihly            | Allemagne        | 1 h 24 min 40 s |
| 15                 | Enrico Lang            | Italie           | 1 h 24 min 43 s |
| 16                 | Martin St. Pierre      | Canada           | 1 h 24 min 49 s |
| 17                 | José Urbano            | Portugal         | 1 h 26 min 10 s |
| 18                 | Stefan Johansson       | Suède            | 1 h 26 min 20 s |
| 19                 | Sérgio Galdino         | Brésil           | 1 h 26 min 53 s |
| 20                 | Costică Bălan          | Roumanie         | 1 h 26 min 53 s |
| 21                 | Hubert Sonnek          | Tchéquie         | 1 h 27 min 35 s |
| 22                 | Gyula Dudás            | Hongrie          | 1 h 28 min 08 s |
| 23                 | Chen Shaoguo           | Chine            | 1 h 28 min 13 s |
| 24                 | Magnus Morenius        | Suède            | 1 h 28 min 29 s |
| 25                 | Darrell Stone          | Royaume-Uni      | 1 h 28 min 48 s |
| 26                 | Sverre Jensen          | Norvège          | 1 h 29 min 35 s |
| 27                 | Roman Mrazek           | Slovaquie        | 1 h 29 min 37 s |
| 28                 | Claudio Bertolino      | Brésil           | 1 h 30 min 25 s |
| 29                 | Valeriy Borisov        | Kazakhstan       | 1 h 31 min 22 s |
| 30                 | Hatem Ghoula           | Tunisie          | 1 h 32 min 17 s |
| 31                 | Scott Nelson           | Nouvelle-Zélande | 1 h 32 min 19 s |
| 32                 | Valdas Kazlauskas      | Lituanie         | 1 h 33 min 54 s |
| 33                 | Jefferson Pérez        | Équateur         | 1 h 34 min 20 s |
| 34                 | Htay Myint             | Birmanie         | 1 h 37 min 08 s |
| 35                 | Daisuke Ikeshima       | Japon            | 1 h 37 min 11 s |
| —                  | Fernando Vázquez       | Espagne          | DNF             |
| —                  | Alejandro López        | Mexique          | DNF             |
| —                  | Mariusz Ornoch         | Pologne          | DNF             |
| —                  | Dmitriy Yesipchuk      | Russie           | DNF             |
| —                  | Vladimir Ostrovskiy    | Israël           | DNF             |
| —                  | Bernardo Segura        | Mexique          | DNF             |
| —                  | Giovanni De Benedictis | Italie           | DQ              |
| —                  | Daniel Plaza           | Espagne          | DQ              |
| —                  | Tomáš Kratochvíl       | Tchéquie         | DQ              |
| —                  | Bu Lingtang            | Chine            | DQ              |
| —                  | Daniel García          | Mexique          | DQ              |
| —                  | Vyacheslav Fedchuk     | Moldavie         | DNS             |
| —                  | Allen James            | États-Unis       | DNS             |

## Légende
Records et Performances
- AR : Record continental (area record)
- CR : Record des championnats (championship record)
- MR : Record du meeting (meet record)
- NR : Record national (national record)
- OR : Record olympique (olympic record)
- PR : Record paralympique (paralympic record)
- PB : Record personnel (personal best)
- SB : Meilleure performance personnelle de la saison (season's best)
- WL : Meilleure performance mondiale de l'année (world leader)
- WJR : Record du monde junior (world junior record)
- WR : Record du monde (world record)

Circonstances et Conditions
- DNF : N'a pas terminé (did not finish)
- DNS : N'a pas pris le départ (did not start)
- DQ : Disqualification (disqualification)
- NM : Aucun essai valable enregistré (No Mark)
- Q : Qualifié « directement » au prochain tour (ou à la prochaine compétition), lors d'une compétition majeure, grâce au classement ou à la réalisation des minima (automatic qualifier)
- q : Qualifié au prochain tour (ou à la prochaine compétition), lors d'une compétition majeure, grâce au repêchage ou à la réalisation de l'une des meilleures performances parmi celles des « non qualifiés directement » (grâce au meilleur temps ou à la meilleure distance par exemple) (secondary qualifier)